# Hauptsache glücklich
Hauptsache glücklich ist ein deutscher Spielfilm von Theo Lingen aus dem Jahr 1941.

## Handlung
Axel Roth ist ein kleiner Angestellter in der Spesenabteilung einer großen Firma. Er ist unambitioniert und zufrieden mit dem kleinen Leben, das er sich aufgebaut hat. Den Kollegen gilt er als Schlendrian, der stets unpünktlich ist und auch seinen Beruf nicht allzu ernst nimmt – während der Arbeit pflegt er auf Firmenkosten Privatgespräche und ist einer der wenigen Angestellten, die bisher noch keine Beförderung erhalten haben.
Axel heiratet seine große Liebe Uschi, obwohl deren Mutter strikt gegen die Hochzeit ist, eben weil Axel es nie weit in seinem Leben bringen wird. Uschi wiederum hofft, dass mit der Ehe Axels Pflichtbewusstsein steigen wird, zumal er nach einer internen Regelung seiner Arbeitsstelle der Nächste bei der Beförderung sein müsste. Die Ehe jedoch verschlechtert Axels Arbeitsmoral. Er kommt nun doppelt so spät zur Arbeit und belegt mit seinen Privatgesprächen so lange die Geschäftstelefonleitungen, dass es seinem Vorgesetzten zu viel wird: Er lehnt eine Beförderung Axels ab. Uschi, die mit dem wenigen Geld, das der Mann heimbringt, kaum hinkommt und selbst hinter seinem Rücken im Frisiersalon der Mutter ein kleines Taschengeld dazuverdient, ergreift die Initiative. Sie denkt, dass die Qualität Axels im großen Getriebe des Betriebs einfach nicht erkannt werden kann und will den Generaldirektor persönlich in einem Gespräch auf ihn aufmerksam machen. Sie wird jedoch nicht vorgelassen und stellt daraufhin heimlich eine Einladung zu einem privaten Dinner beim Generaldirektor, das in Kürze stattfinden wird, auf Axel und sich aus.
Die Einladung wird zugestellt und Axel ist verwundert, aber auch beglückt, zumal er bemerkt, dass keiner seiner Kollegen eine Einladung erhalten hat. Er borgt sich einen Frack, während Uschi von einer Kundin aus dem Frisiersalon ein Kleid und eine Brosche leiht. Der Abend bei Generaldirektor Arndt jedoch verläuft anders, als von Uschi geplant: Dezent betrunken schwärmt Axel dem Generaldirektor, der inzwischen von Uschi in den Betrug eingeweiht wurde, von seinem ambitionslosen Leben vor. Zu Hause wiederum bemerkt Uschi, dass sie die Brosche verloren hat.
Beim Juwelier erhalten Axel und Uschi die schockierende Nachricht: Die Brosche war über 3000 Reichsmark wert – für die Kleinfamilie ein Vermögen. Da die Kundin, der die Brosche gehört, im Urlaub ist, versuchen nun beide, das Geld in Eile zusammenzukriegen, um eine neue gleiche Brosche zu kaufen. Uschi verkauft ihren Schmuck, Axel seine Briefmarkensammlung und schließlich vermieten sie sogar ein Zimmer ihrer Zweizimmerwohnung an eine Bardame. Ihre Beziehung jedoch leidet unter den unausgesprochenen Vorwürfen beider, der schlechten Beziehung Axels zu seiner Schwiegermutter und auch unter Uschis Vermutung, Axel könne ein Verhältnis mit der neuen Untermieterin haben oder beginnen. Schließlich offenbart Uschi ihrem Mann, dass sie damals die Einladung selbst aufgesetzt hat. Axel ist enttäuscht von seiner Frau, die mit dem, was sie hatten, nicht zufrieden war, sondern nur mehr Geld und ein größeres Ansehen wollte. Uschi zieht zu ihrer Mutter.
Axel stürzt sich nun in die Arbeit. Er entdeckt sehr hohe Spesenabrechnungen der Direktoren, die ihn zunächst durch eine Beförderung vom Weitersuchen abhalten wollen. Axel jedoch überprüft sämtliche Spesenabrechnungen der letzten Jahre und berechnet, dass die Firma jährlich rund 100.000 Reichsmark sparen könnte, wenn die Direktoren auf Dienstreisen nur sparsamer wären. Der Generaldirektor ernennt ihn zum Direktor der Spesenabteilung. Als er von Axels finanziellen Sorgen hört, schießt er ihm das noch fehlende Geld für die Brosche vor.
Axels Ehe jedoch steht vor dem Ende: Als Uschi ihn mit der Untermieterin in einer zweideutigen, in Wirklichkeit aber harmlosen, Situation erwischt, reicht sie unterstützt von ihrer Mutter die Scheidung ein. Schließlich jedoch kommt alles zu einem guten Ende: Es stellt sich heraus, dass die verlorene Brosche gar nicht echt und daher nur 50 Reichsmark wert war. Uschi wiederum sieht, dass Axel Ehrgeiz entwickelt hat und Liebe nicht mit Geld zu kaufen ist. Sie finden wieder zusammen. Da sie jedoch die Scheidung nicht mehr rechtzeitig zurückgenommen haben, werden sie rechtmäßig geschieden. Beide beschließen, ein zweites Mal zu heiraten.

## Produktion
Die Dreharbeiten fanden vom 6. November 1940 bis Januar 1941 in den Bavaria Studios (Bavariafilmplatz 7, Geiselgasteig, Grünwald, Bayern) statt. Heinz Rühmann spielte dabei an der Seite seiner tatsächlichen Ehefrau Hertha Feiler. Die Uraufführung des Films fand am 3. April 1941 im Berliner Gloria-Palast statt.

## Kritik
- Das Lexikon des internationalen Films bezeichnete Hauptsache glücklich als „Lustspieldurchschnitt, unrealistisch und in Maßen frivol.“[1]

- Joseph Goebbels kommentierte den Film am 21. März 1941 in seinem Tagebuch: „Ein heiterer Rühmann-Film »Hauptsache glücklich«. Keine Glanzleistung!“